# Michihiro Ozawa
Michihiro Ozawa (小沢 通宏 Ozawa Michihiro?,  nacido el 25 de diciembre de 1932 en Tochigi) es un exfutbolista japonés que se desempeñaba como centrocampista.
Ozawa jugó 36 veces para la selección de fútbol de Japón entre 1956 y 1964. Ozawa fue elegido para integrar la selección nacional de Japón para los Juegos Olímpicos de Verano de 1956.

## Trayectoria

### Clubes
| Club            | País  | Año         |
| --------------- | ----- | ----------- |
| Toyo Industries | Japón | 1955 - 1967 |

### Selección nacional
| Selección | País  | Año         |
| --------- | ----- | ----------- |
| Absoluta  | Japón | 1956 - 1964 |

## Estadística de equipo nacional
| Selección de Japón | Selección de Japón | Selección de Japón |
| Año                | Part.              | Goles              |
| ------------------ | ------------------ | ------------------ |
| 1956               | 3                  | 0                  |
| 1957               | 0                  | 0                  |
| 1958               | 4                  | 0                  |
| 1959               | 9                  | 0                  |
| 1960               | 1                  | 0                  |
| 1961               | 6                  | 0                  |
| 1962               | 7                  | 0                  |
| 1963               | 5                  | 0                  |
| 1964               | 1                  | 0                  |
| Total              | 36                 | 0                  |

## Palmarés

### Títulos nacionales
| Título              | Club            | País  | Año  |
| ------------------- | --------------- | ----- | ---- |
| Japan Soccer League | Toyo Industries | Japón | 1965 |
| Copa del Emperador  | Toyo Industries | Japón | 1965 |
| Japan Soccer League | Toyo Industries | Japón | 1966 |
| Japan Soccer League | Toyo Industries | Japón | 1967 |
| Copa del Emperador  | Toyo Industries | Japón | 1967 |

### Distinciones individuales
| Distinción                                      | Año  |
| ----------------------------------------------- | ---- |
| Inducido al Salón de la Fama del fútbol japonés | 2014 |